# Карел Раушал
Карел Раушал (чеськ. Karel Raušal; 16 червня 1906 – 19 березня 1983) — чеський юрист і почесний член Чехословацької астрономічного товариства, чеський астороном-аматор відомий своєю майстерністю в астрономічній фотографії і як прекрасний педагог. Він зіграв важливу роль в будівництві університету і громадської обсерваторії в Брно в 1950-х.
Його іменем названий астероїд - 29674 Раушал. 